# مراد بوزيدي
مراد بوزيدي (بالهولندية: Mourad Bouzidi) (23 نوفمبر 1984) رياضي تونسي-هولندي مختص في رياضة الكيك بوكسينغ اختصاص وزن ثقيل، كما أنه مصارع في اختصاص فنون القتال المختلطة.

## سجل الفنون القتالية المختلطة
| النتيجة | السجل | الخصم         | الطريقة | الحدث                      | التاريخ | الجولة | الزمن | المكان | ملاحظات |
| ------- | ----- | ------------- | ------- | -------------------------- | ------- | ------ | ----- | ------ | ------- |
| خسِر     | 1–1   | هيبار فينيندا | إستسلام | البطولة الأوروبية المفتوحة | 2003    | 1      | 0:51  | هولندا |         |
| فاز     | 1–0   | نيل كيرسين    | إستسلام | البطولة الأوروبية المفتوحة | 2003    | 1      | 1:02  | هولندا |         |

## روابط خارجية
- مراد بوزيدي على موقع شيردوغ (الإنجليزية)